# 정영철 (정치인)
정영철(鄭永喆, 1964년 3월 30일~)은 대한민국의 정치인이다. 제38대 충청북도 영동군수(2022. 7.~)이다.

## 학력
- 영동국민학교(졸업)
- 영동중학교(졸업)
- 영동농업고등학교(졸업)
- 연암축산원예전문대학(축산과 전문학사)

## 경력
- 영동양수발전소건설 범 군민지원협의회 위원
- 이수한우영농조합법인 대표
- 영동군 군정자문위원
- 민족통일 영동군협의회장
- 농업경영인 후계자
- 영동군축산생산자단체협의회장
- 영동군장애인 후원회장
- 영동경찰서 경찰발전위원장
- 영동읍체육회장
- 영동로타리클럽 35대 회장
- 농협중앙회 대의원
- 옥천영동축산업협동조합 조합장
- 2022. 6. 1. 제8회 전국동시지방선거 당선(충청북도 영동군수 선거, 국민의힘, 초선)[1][2]
- 2022. 7.~: 제39대 영동군수

## 역대 선거 결과
| 실시년도 | 선거      | 대수 | 직책 | 선거구      | 정당     | 득표수   | 득표율          | 순위 | 당락 | 비고           |
| -------- | --------- | ---- | ---- | ----------- | -------- | -------- | --------------- | ---- | ---- | -------------- |
| 2022년   | 지방 선거 | 39대 | 군수 | 충북 영동군 | 국민의힘 | 13,165표 | \| \| 49.82% \| | 1위  |      | 초선, 민선 8기 |
|          | 49.82%    |      |      |             |          |          |                 |      |      |                |